# Wytyczne OECD dla przedsiębiorstw wielonarodowych
Wytyczne OECD dla przedsiębiorstw wielonarodowych zostały przyjęte w 1976 r., oraz zrewidowane w roku 2011. Wytyczne zostały zaktualizowane na Spotkaniu Ministerialnym z okazji 50. rocznicy powstania OECD, przyjęte przez 42 rządy 25 maja 2011 r. Od tamtego czasu Wytyczne zostały przyjęte przez 35 państw członkowskich OECD oraz 13 państw niezrzeszonych (Argentyna, Brazylia, Egipt, Jordania, Kazachstan, Litwa, Kolumbia, Kostaryka, Maroko, Peru, Rumunia, Tunezja, Ukraina).
Wytyczne stanowią zestaw niewiążących zasad i praktyk, których deklarują się przestrzegać przedsiębiorstwa działające w krajach OECD i pochodzące z krajów OECD. Wytyczne zostały skodyfikowane w 11 rozdziałach:
1. "Koncepcje i zasady"
2. "Zasady ogólne"
3. "Ujawnianie informacji"
4. "Prawa człowieka"
5. "Zatrudnienie i stosunki pracownicze"
6. "Środowisko"
7. "Zwalczanie korupcji, namawiania do korupcji i wymuszenia"
8. "Interesy konsumenta"
9. "Nauka i technologia"
10. "Konkurencja"
11. "Opodatkowanie"

Podstawowym adresatem Wytycznych są przedsiębiorstwa wielonarodowe, rozumiane jako przedsiębiorstwa inwestujące lub posiadające własne oddziały lub spółki córki w innych państwach. Postanowienia Wytycznych nie stoją jednak na przeszkodzie ich przyjęciu przez przedsiębiorców krajowych.

## Implementacja
Istotą Wytycznych jest udział państw członkowskich OECD w ich implementacji na poziomie działań przedsiębiorców. W każdym z krajów członkowskich funkcjonuje Krajowy Punkt Kontaktowy (National Contact Point). KPK OECD państw przestrzegających Wytyczne są w szczególności zobowiązane do:
- promowania Wytycznych
- rozpatrywanie zawiadomień naruszeń Wytycznych przez przedsiębiorstwa wielonarodowe

Zalecenia Wytycznych nie mogą być podstawą roszczeń dochodzonych na drodze sądowej. Nie oznacza to jednak braku możliwości oceny działalności przedsiębiorców z państw zobowiązanych do przestrzegania Wytycznych oraz tych działających na terytorium państw przestrzegających Wytyczne.